# Gonzalo Gallegos
Gonzalo Gallegos, es un diplomático estadounidense, miembro del Servicio Exterior. En 2008 es el director de la Oficina de Relaciones con la Prensa del Departamento de Estado. Su más reciente asignación fue como Portavoz y Asesor de Asuntos Públicos del Departamento de la Oficina de Asuntos del Hemisferio Occidental.
Licenciado en Ciencias Políticas y Periodismo por la Universidad Estatal de Kansas, ha ocupado el puesto de Asesor de Asuntos Públicos en los Estados Unidos, Sección de Intereses en La Habana, Cuba, en la embajada de los Estados Unidos en Trinidad y Tobago y en el Departamento de la Oficina de Asuntos Europeos.